# Weber Cup
Weber Cup je bowlingová soutěž, v níž soupeří výběr Spojených států amerických proti výběru Evropy. Pojmenována je po vynikajícím hráči bowlingu, členovi síně slávy a popularizátorovi bowlingu Dicku Weberovi. Poprvé se soutěž uskutečnila v roce 2000 a od té doby se pořádá každým rokem. Soupeřící výběry čítaly pět hráčů, ale od roku 2010 byl počet hráčů snížen na čtyři. Během turnaje bylo do roku 2006 sehráno nejvýše 35 zápasů, jejichž vítěz vždy získal bod a poražený nic. Vítězem byl ten ze soupeřů, který dříve získal 18 bodů (zbylé zápasy turnaje se již nedohrávají). Od roku 2007 byl počet zápasů snížen na 33 a vítěz je dekorován již po zisku 17 bodů.

## Výsledky
Od roku 2000 se uskutečnilo 17 turnajů a úspěšnější v nich byl výběr Evropy, který zvítězil v devíti ročnících.

### Rok 2000
Utkání se hrála od 2. do 4. června v „Halle Mera“ v polské Varšavě. Soupeře reprezentovali:
| Evropa                                                                                           | Spojené státy americké                                                              |
| ------------------------------------------------------------------------------------------------ | ----------------------------------------------------------------------------------- |
| - Tomas Leandersson – kapitán - Jouni Helminen - Wayne Greenall - Lluis Montfort - Linda Haglund | - Tim Mack – kapitán - Brian Kretzer - Bill Hoffman - Michael Mullin - Kelly Kulick |
| 11                                                                                               | 18                                                                                  |

### Rok 2001
Utkání se hrála od 16. do 18. listopadu v „Goresbrook Leisure Centre“ v britském Londýně. Soupeře reprezentovali:
| Evropa                                                                                              | Spojené státy americké                                                                   |
| --------------------------------------------------------------------------------------------------- | ---------------------------------------------------------------------------------------- |
| - Tomas Leandersson – kapitán - Tore Torgersen - Steve Thornton - Gery Verbruggen - Nico Thienpondt | - Tim Mack – kapitán - Tony Manna mladší - Bill Hoffman - Michael Mullin - Dino Castillo |
| 12                                                                                                  | 18                                                                                       |

### Rok 2002
Utkání se hrála od 15. do 17. listopadu v „Ponds Forge Leisure Centre“ v britském Sheffieldu. Soupeře reprezentovali:
| Evropa                                                                                           | Spojené státy americké                                                                   |
| ------------------------------------------------------------------------------------------------ | ---------------------------------------------------------------------------------------- |
| - Tomas Leandersson – kapitán - Tore Torgersen - Lasse Lintila - Gery Verbruggen - Phil Scammell | - Tim Mack – kapitán - Tony Manna mladší - Bill Hoffman - Michael Mullin - Dino Castillo |
| 13                                                                                               | 18                                                                                       |

### Rok 2003
Utkání se hrála od 7. do 9. listopadu v „Altrincham Leisure Centre“ v britském Manchesteru. Soupeře reprezentovali:
| Evropa                                                                                           | Spojené státy americké                                                                       |
| ------------------------------------------------------------------------------------------------ | -------------------------------------------------------------------------------------------- |
| - Tomas Leandersson – kapitán - Tore Torgersen - Lasse Lintila - Gery Verbruggen - Phil Scammell | - Bill Hoffman – kapitán - Tony Manna mladší - David Haynes - Michael Mullin - Dino Castillo |
| 18                                                                                               | 14                                                                                           |

### Rok 2004
Utkání se hrála od 8. do 10. října v „Altrincham Leisure Centre“ v britském Manchesteru. Soupeře reprezentovali:
| Evropa                                                                                           | Spojené státy americké                                                                   |
| ------------------------------------------------------------------------------------------------ | ---------------------------------------------------------------------------------------- |
| - Tomas Leandersson – kapitán - Tore Torgersen - Lasse Lintila - Gery Verbruggen - Phil Scammell | - Tim Mack – kapitán - Tony Manna mladší - Bill Hoffman - Michael Mullin - Dino Castillo |
| 18                                                                                               | 11                                                                                       |

### Rok 2005
Utkání se hrála od 11. do 13. listopadu v „The Metrodome“ v britském Barnsley. Soupeře reprezentovali:
| Evropa                                                                                    | Spojené státy americké                                                                  |
| ----------------------------------------------------------------------------------------- | --------------------------------------------------------------------------------------- |
| - Tomas Leandersson – kapitán - Jens Nickel - Lasse Lintila - Paul Moor - Stuart Williams | - Tim Mack – kapitán - Tony Manna mladší - Bill Hoffman - Michael Mullin - David Haynes |
| 18                                                                                        | 16                                                                                      |

### Rok 2006
Utkání se hrála od 20. do 22. října v „The Metrodome“ v britském Barnsley. Soupeře reprezentovali:
| Evropa                                                                                     | Spojené státy americké                                                         |
| ------------------------------------------------------------------------------------------ | ------------------------------------------------------------------------------ |
| - Tomas Leandersson – kapitán - Tore Torgersen - Paul Moor - Jens Nickel - Mika Koivuniemi | - Tim Mack – kapitán - Tommy Jones - Bill Hoffman - Chris Barnes - Jason Couch |
| 17                                                                                         | 18                                                                             |

### Rok 2007
Utkání se hrála od 19. do 21. října v „The Metrodome“ v britském Barnsley. Soupeře reprezentovali:
| Evropa                                                                                       | Spojené státy americké                                                       |
| -------------------------------------------------------------------------------------------- | ---------------------------------------------------------------------------- |
| - Tomas Leandersson – kapitán - Tore Torgersen - Paul Moor - Osku Palermaa - Mika Koivuniemi | - Tim Mack – kapitán - Tommy Jones - Bill Hoffman - Chris Barnes - Doug Kent |
| 15                                                                                           | 17                                                                           |

### Rok 2008
Utkání se hrála od 3. do 5. října v „The Metrodome“ v britském Barnsley. Soupeře reprezentovali:
| Evropa                                                                                     | Spojené státy americké                                                       |
| ------------------------------------------------------------------------------------------ | ---------------------------------------------------------------------------- |
| - Osku Palermaa – kapitán - Tore Torgersen - Dominic Barrett - Paul Moor - Mika Koivuniemi | - Tim Mack – kapitán - Tommy Jones - Chris Barnes - Pete Weber - Jason Couch |
| 13                                                                                         | 17                                                                           |

### Rok 2009
Utkání se hrála od 2. do 4. října v „The Metrodome“ v britském Barnsley. Soupeře reprezentovali:
| Evropa                                                                                    | Spojené státy americké                                                       |
| ----------------------------------------------------------------------------------------- | ---------------------------------------------------------------------------- |
| - Osku Palermaa – kapitán - Martin Larsen - Paul Moor - Dominic Barrett - Mika Koivuniemi | - Tim Mack – kapitán - Pete Weber - Chris Barnes - Jason Couch - Tommy Jones |
| 17                                                                                        | 11                                                                           |

### Rok 2010
Utkání se hrála od 12. do 14. listopadu v „The Metrodome“ v britském Barnsley. Soupeře reprezentovali:
| Evropa                                                                    | Spojené státy americké                                         |
| ------------------------------------------------------------------------- | -------------------------------------------------------------- |
| - Osku Palermaa – kapitán - Paul Moor - Mika Koivuniemi - Dominic Barrett | - Tommy Jones – kapitán - Chris Barnes - Pete Weber - Tim Mack |
| 17                                                                        | 13                                                             |

### Rok 2011
Utkání se hrála od 14. do 16. října v „The Metrodome“ v britském Barnsley. Soupeře reprezentovali:
| Evropa                                                                    | Spojené státy americké                                             |
| ------------------------------------------------------------------------- | ------------------------------------------------------------------ |
| - Dominic Barrett – kapitán - Mika Koivuniemi - Paul Moor - Osku Palermaa | - Chris Barnes – kapitán - Mike Fagan - Tommy Jones - Bill O’Neill |
| 15                                                                        | 17                                                                 |

### Rok 2012
Utkání se hrála od 12. do 14. října v „The Metrodome“ v britském Barnsley.
| Evropa                                                                | Spojené státy americké                                   |
| --------------------------------------------------------------------- | -------------------------------------------------------- |
| - Osku Palermaa - Mika Koivuniemi - Dominic Barrett - Stuart Williams | - Mike Fagan - Tommy Jones - Bill O'Neill - Chris Barnes |
| 7                                                                     | 17                                                       |

### Rok 2013
Utkání se hrála od 11. do 13. října v „The Metrodome“ v britském Barnsley.
| Evropa                                                                          | Spojené státy americké                                            |
| ------------------------------------------------------------------------------- | ----------------------------------------------------------------- |
| - Mika Koivuniemi – kapitán - Stuart Williams - Martin Larsen - Dominic Barrett | - Chris Barnes – kapitán - Tommy Jones - Bill O'Neil - Mike Fagan |
| 17                                                                              | 14                                                                |

### Rok 2014
Utkání se hrála od 10. do 12. října v „The Metrodome“ v britském Barnsley.
| Evropa                                                                          | Spojené státy americké                                            |
| ------------------------------------------------------------------------------- | ----------------------------------------------------------------- |
| - Mika Koivuniemi – kapitán - Martin Larsen - Stuart Williams - Dominic Barrett | - Chris Barnes – kapitán - Tommy Jones - Wes Malott - Bill O’Neil |
| 17                                                                              | 16                                                                |

### Rok 2015
Utkání se hrála od 16. do 18. října v „The Metrodome“ v britském Barnsley.
| Evropa                                                                        | Spojené státy americké                                            |
| ----------------------------------------------------------------------------- | ----------------------------------------------------------------- |
| - Dominic Barrett – kapitán - Stuart Williams - Osku Palermaa - Martin Larsen | - Tommy Jones – kapitán - Bill O’Neill - Parker Bohn - Wes Malott |
| 17                                                                            | 8                                                                 |

### Rok 2016
Utkání se hrála od 5. do 7. srpna v „EventCity“ v britském Manchesteru.
| Evropa                                                                          | Spojené státy americké                                            |
| ------------------------------------------------------------------------------- | ----------------------------------------------------------------- |
| - Dominic Barrett – kapitán - Stuart Williams - Martin Larsen - Jesper Svensson | - Parker Bohn – kapitán - Wes Malott - Marshall Kent - Kyle Troup |
| 19                                                                              | 11                                                                |